# Oye-Plage
Oye-Plage là một xã trong tỉnh Pas-de-Calais, vùng Hauts-de-France, Pháp.

## Địa lý
Oye-Plage có cự ly khoảng 7 miles (12 km) về phía đông Calais, tại giao lộ của D219 và đường D940. Xã này có cự lỵ khoảng 1 dặm Anh so với eo biển Anh.

## Dân số
| 1962                                                              | 1968 | 1975 | 1982 | 1990 | 1999 | 2006 |
| ----------------------------------------------------------------- | ---- | ---- | ---- | ---- | ---- | ---- |
| 2317                                                              | 2326 | 2482 | 4479 | 5678 | 5882 | 5844 |
| Số liệu điều tra dân số tính từ năm 1962, dân số chỉ tính một lần |      |      |      |      |      |      |